# Ambroise Paré
Ambroise Paré (Bourg-Hersent, Laval, 1509 – París, 20 de desembre del 1590) és considerat el pare de la cirurgia moderna.

## Biografia
Paré va ser cirurgià dels reis Enic II, Francesc II, Carles IX i Enric III i de molts altres personatges cèlebres.
No va tenir una formació acadèmica, amb la qual cosa desconeixia el grec i el llatí, i va utilitzar el francès per a redactar les seves obres.
Va estudiar en el gran hospital de París, l'Hôtel-Dieu, entre 1533 i 1536, participant, més endavant, com cirurgià militar a les campanyes d'Itàlia. En aquells dies va descobrir un "remei contra el dolor produït per armes de foc". Gran part de l'experiència de Paré va ser adquirida en els camps de batalla.
Conegut hugonot, es va lliurar de la mort a la massacre del dia de Sant Bartomeu gràcies a la protecció del rei Carles IX.

## Aportacions de Paré a la medicina
L'any 1545 va publicar un tractat sobre el tractament de les ferides per arma de foc, Méthode de traiter les plaies faites par les arquebuts et autres bastons à feu, et celles qui sont faites par la poudre à canon, considerat una joia de l'art quirúrgic. L'any 1553 va aparèixer una segona edició d'aquesta mateixa obra. L'any 1561 va publicar Anatomie universelle du corps humain. Va escriure, a més, altres tractats i documents sobre el tractament de ferides i malalties i altres temes d'orientació científica.
Paré va demostrar que per a guarir les ferides causades per armes de foc era preferible utilitzar aplicacions emol·lients, en lloc del tractament tradicional amb oli bullent. També va evidenciar que per a aturar l'hemorràgia després de l'amputació d'algun membre era més efectiu lligar les artèries tallades que cauteritzar-les amb ferro roent, com solia fer-se.
Paré tingué un paper destacat en el desenvolupament de l'obstetrícia, mostrant que era possible donar la volta al nen abans del part quan es presentaven complicacions degudes a la seva posició.
Una recopilació de les seves obres es va publicar a París en 1575, i es va reimprimir després en diverses ocasions. Van aparèixer també diverses edicions en anglès, alemany i neerlandès.

### Selecció d'obres
- Briefve collection de l'administration anatomique, avec la manière de cojoindre les os, et d'extraire les enfants tant mors que vivans du ventre de la mère, lorsque la nature de soi ne peult venir a son effect
- Deux livres de chirurgie, de la génération de l'homme, & manière d'extraire les enfans hors du ventre de la mère, ensemble ce qu'il faut faire pour la faire mieux, & plus tost accoucher, avec la cure de plusieurs maladies qui luy peuvent survenir
- Discours d'Ambroise Paré : avec une table des plus notables matières contenues esdits discours; De la mumie; De la licorne; Des venins; De la peste
- Dix livres de la chirurgie : avec le magasin des instrumens necessaires à icelle
- La maniere de traicter les playes faictes tant par hacquebutes, que par flèches, & les accidentz d'icelles, comme fractures & caries des os, gangrene & mortification, avec les pourtraictz des instrumentz necessaires pour leur curation
- Les œuvres de M. Ambroise Paré,... : avec les figures & portraicts tant de l'anatomie que des instruments de chirurgie, & de plusieurs monstres
- Traicté de la peste, de la petite verolle & rougeolle... : avec une brefve description de la lèpre
- Traicté de la peste, de la petite verolle & rougeolle...